# David Sawer
David Sawer (* 14. September 1961 in Stockport) ist ein britischer Komponist.

## Leben
Sawer begann sein Musikstudium an der University of York. Als Stipendiat des Deutschen Akademischen Austauschdienstes setzte er es bei Mauricio Kagel in Köln fort. 1992 erhielt er das Fulbright-Chester-Schirmer-Stipendium für Komposition, 1993 einen Preis der Paul Hamlyn Foundation und 1995 ein Kompositionsstipendium der Arts Foundation. 1996 war er Composer in Association beim Bournemouth Symphony Orchestra. 
Für die Hörfunkkomposition Swansong erhielt Sawer 1990 einen Sony Award. Sein erstes großes Orchesterwerk war Byrnan Wood, das 1992 bei den Proms uraufgeführt und vom BBC Symphony Orchestra unter der Leitung von Andrew Davis aufgenommen wurde. Das BBC Symphony Orchestra spielte 1995 auch die Uraufführung seines Trompetenkonzertes. Die Uraufführung von the greatest happiness principle spielte 1997 das BBC National Orchestra of Wales. Sein Klavierkonzert, das er für Rolf Hind und das BBC Symphony Orchestra komponierte, wurde 2003 mit einem Kompositionspreis der British Academy ausgezeichnet.
Anlässlich des Diamantenen Thronjubiläums von Elisabeth II. 2012 wurde im York Minster Sawers Chorwerk Wonder aufgeführt. Im Folgejahr fand die Uraufführung von Flesh and Blood für Mezzosopran, Bariton und Orchester mit dem BBC Symphony Orchestra statt. Die Birmingham Contemporary Music Group gab 2013 in der Wigmore Hall die Uraufführung seiner Rumpelstiltskin Suite und unter der Leitung von Martyn Brabbins in Cheltenham die Uraufführung von The Lighthouse Keepers für zwei Schauspieler, Ensemble und Tonband (nach einem Text von Paul Autier und Paul Cloquemin). April\March wurde 2016 von der London Sinfonietta bei den BBC Proms uraufgeführt und von Aletta Collins für die Eröffnung des Linbury Theatre 2019 mit dem Royal Ballet choreographiert. 2020 fand die Uraufführung von How Among the Frozen Words für Chor und Fagott mit den BBC Singers unter Sofi Jeannin statt.
Auf dem Gebiet des Theaters arbeitete Sawer mit Dramatikern wie Edward Bond, Nick Dear und Paul Godfrey zusammen. Er komponierte vier Opern: The Panic (1991), From Morning to Midnight, ein Auftragswerk der English National Opera (2001, ausgezeichnet mit einem Laurence Olivier Award für die beste Opernproduktion), Skin Deep (nach einem Libretto von Armando Iannucci, 2009) und The Skating Rink (2018). Cat's-Eye, ein kammermusikalisches Werk, wurde von Richard Alston für das Ballet Rambert choreographiert. Sein Ballett Rumpelstiltskin für Tänzer und Ensemble wurde 2009 von der Birmingham Contemporary Music Group uraufgeführt.